# تایلر کاوئن
تایلر کاوئن (انگلیسی: Tyler Cowen؛ ‎/ˈkaʊ.ən/‎؛ زادهٔ ۲۱ ژانویهٔ ۱۹۶۲) اقتصاددان و نویسنده آمریکایی است. او اشغال کنندهٔ کرسی هلبرت سی. هریس علم اقتصاد به عنوان استاد در دانشگاه جرج میسون و به همراه، الکس تبرک، نویسندهٔ یکی از محبوبترین وبلاگ‌های اقتصادی به نام مارجینال روولوشن است. کاوئن و تبرک همچنین با راه‌اندازی دانشگاه مارجینال روولوشن به عرصهٔ فناوری آموزشی قدم گذاشته‌اند. او هم‌اکنون ستون صحنهٔ اقتصادی را برای نیویورک تایمز می‌نویسد و همچنین برای نشریاتی چون نیو ریپابلیک, وال استریت ژورنال, فوربز, نیوزویک, و فصلنامه ویلسن مطلب می‌نویسد. کاوئن همچنین به عنوان مدیر کل مرکز مرکیتس جرج میسن، که یک مرکز تحقیقاتی دانشگاهی متمرکز بر اقتصاد بازار است فعالیت می‌کند. در فوریهٔ ۲۰۱۱ کاوئن در یک ارزیابی از سوی اکونومیست به عنوان یکی از اثرگذارترین اقتصاددانان دههٔ اخیر نامزد شد.